# تاي سيمبكينز
تاي سيمبكينز (بالإنجليزية: Ty Simpkins)‏ (مواليد 6 أغسطس 2001 في نيويورك، الولايات المتحدة)، هو ممثل أمريكي بدأ مسيرته الفنية عام 2001. من أدواره الرئيسية دوره بفيلم آيرون مان 3 (2013)،ومؤخرًا في سلسلة مارفل قد ظهر كضيف في نهاية فيلم المنتقمون نهاية اللعبة  (2019)وفيلم العالم الجوراسي، وفيلم غدار: الفصل الثاني (2015). وهو شقيق الممثلة ريان سيمبكينز، ومثل معها بفيلم الطريق الثوري وفيلم العزة و المجد.

## الأعمال
- حرب العوالم
- الأطفال الصغار
- العزة و المجد
- الطريق الثوري
- الأيام الثلاثة القادمة
- آيرون مان 3
- غدار: الفصل الثاني
- العالم الجوراسي
- حياة واحدة للعيش
- سي اس آي: التحقيق في موقع الجريمة

## وصلات خارجية
- تاي سيمبكينز على موقع IMDb (الإنجليزية)
- تاي سيمبكينز على موقع روتن توميتوز (الإنجليزية)
- تاي سيمبكينز على موقع ألو سيني (الفرنسية)
- تاي سيمبكينز على موقع أول موفي (الإنجليزية)
- تاي سيمبكينز على موقع قاعدة بيانات الأفلام السويدية (السويدية)
- تاي سيمبكينز على موقع قاعدة بيانات الفيلم (الإنجليزية)
- تاي سيمبكينز على موقع كينوبويسك (الروسية)